# Gentlemen (The Afghan Whigs)
Gentlemen è il quarto album in studio del gruppo statunitense degli Afghan Whigs, pubblicato nel 1993 dalla Elektra Records.

## Descrizione
Il pezzo Keep Coming Back è una cover di Tyrone Davis scritta nel 1970 da Austell/Graham. Le versioni tedesca e inglese dell'album sono rimasterizzate, e la durata dell'album è di qualche secondo inferiore alla versione statunitense. Alcune copie della versione inglese in vinile includono un 12" in edizione limitata, denominato Goudier Session, registrato per la BBC Radio 1 il 30 agosto 1993, prodotto da Nick Gomm. Tre dei pezzi di questo 12" (Rot (cover degli Scrawl), I Keep Coming Back e Tonight) sono presenti nella versione inglese del singolo Debonair.

## Accoglienza
| Recensione                | Giudizio |
| ------------------------- | -------- |
| Rolling Stone Album Guide | [ 2 ]    |

Nel 1993 Gentlemen venne eletto "disco dell'anno" da Rumore.

## Tracce

### CD
1. If I Were Going (Dulli) - 3:05
2. Gentlemen (Dulli) - 3:53
3. Be Sweet (Dulli/McCollum) - 3:36
4. Debonair (Dulli) - 4:14
5. When We Two Parted (Dulli/McCollum) - 5:47
6. Fountain And Fairfax (Dulli) - 4:21
7. What Jail Is Like (Dulli) - 3:30
8. My Curse (Dulli) - 5:46
9. Now You Know (Dulli) - 4:10
10. I Keep Coming Back (Austell/Graham) - 4:51
11. Brother Woodrow/Closing Prayer (Dulli/McCollum) - 5:39

### 12" edizione limitata
1. Rot (Mays/Harshe/O'Leary)
2. Fountain And Fairfax (Dulli)
3. I Keep Coming Back (Austell/Graham)
4. Tonight (Dulli)

## Formazione

### Gruppo
- Greg Dulli - voce, chitarra
- Rick McCollum - chitarra
- John Curley - basso
- Steve Earle - batteria, percussioni

### Altri musicisti
- Harold Chichester - pianoforte, mellotron
- Barbara Hunter - violoncello
- Jody Stephens - cori in Now You Know
- Marcy Mays - voce in My Curse

## Crediti
- Billy Phelps - fotografia
- D.A. Fleischer - foto del gruppo
- Angel Fernandez - cover concept
- JoDee Stringham - design e layout